# Depressiscala nautlae
Depressiscala nautlae är en snäckart som först beskrevs av Morch 1874.  Depressiscala nautlae ingår i släktet Depressiscala och familjen vindeltrappsnäckor. Inga underarter finns listade i Catalogue of Life.